# Altes Forsthaus (Braunlage)

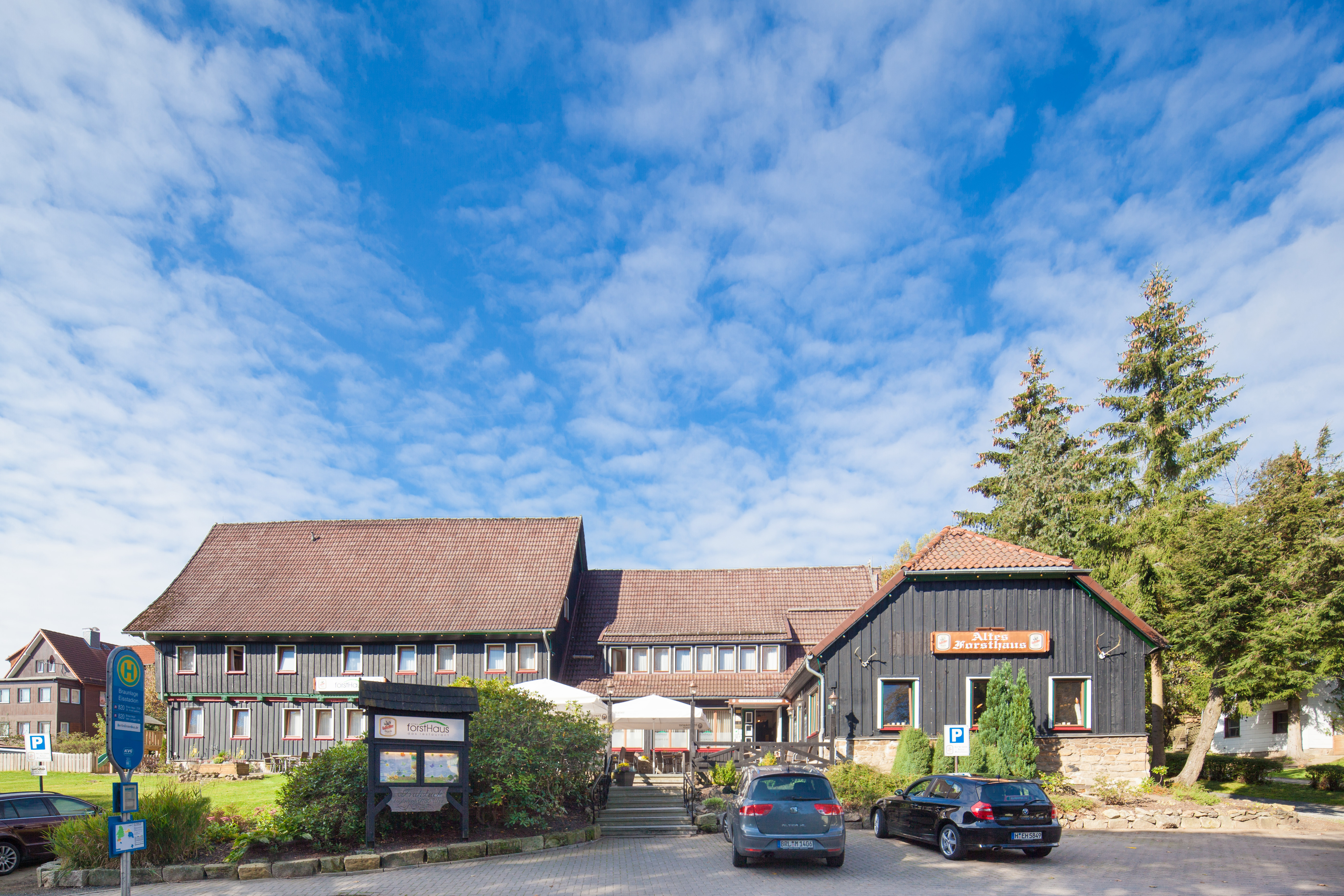
Außenansicht Hotel Altes Forsthaus Braunlage

Das heutige Harz-Hotel Altes Forsthaus ist das älteste Gebäude von Braunlage. Es stammt aus dem Jahr 1658.

## Geschichte

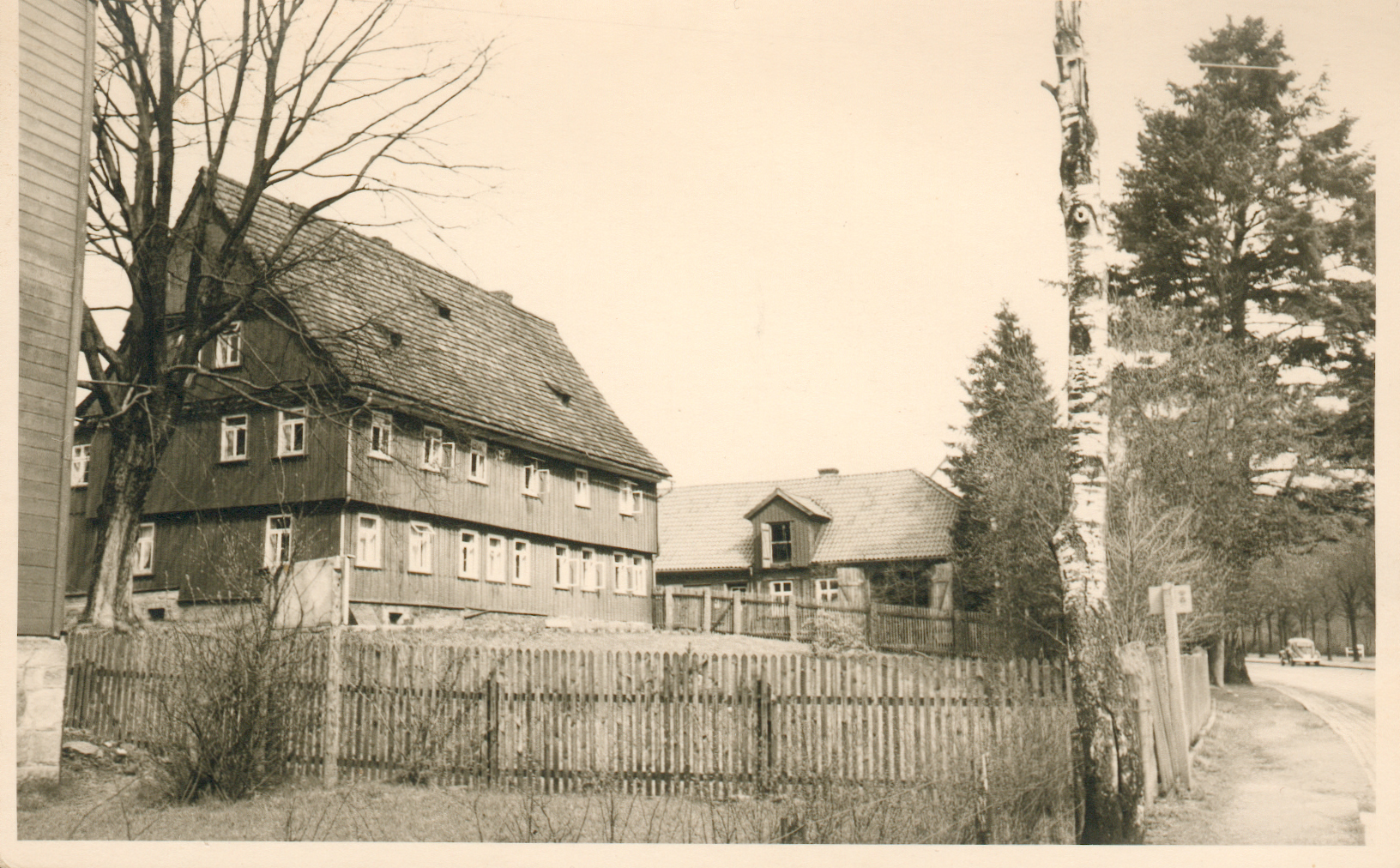
Forstamt Braunlage 1958

1658 erbaute der Faktor der Eisenhütten zu Braunlage, Christian Walther (1625–1685), dieses Haus als Faktorei der Braunlager Eisenhütten zur Verarbeitung von Eisenstein. Die noch vorhandene Wetterfahne vom Dach des Gebäudes trägt die Inschrift CW FBLFZB 1658 (Christian Walther, fürstlich-braunschweigisch-lüneburgischer Faktor zu Braunlage). Die Fahne war lange Zeit im Heimatmuseum der Stadt Blankenburg ausgestellt. Heute kann die Fahne im Restaurant des im Haus befindlichen Hotels besichtigt werden.
Nachfolger Walthers wurde sein Sohn Johann Friedrich Walther (1659–1692), nach ihm Christian Julius Wackerhagen (1667–1748), der Johann Friedrichs Witwe heiratete. Während seiner Arretierung im Prozess der 4 Oberfaktoren wurde die Faktorei versiegelt und von Soldaten bewacht.
Nach Stilllegung der Hüttenwerke ging das Gebäude im Jahre 1796 in den Besitz der braunschweigisch-lüneburgischen Forstverwaltung über. Für fast 200 Jahre war das Forsthaus der Sitz des herzoglichen, später staatlichen Forstamtes Braunlage. Es war Dienstgebäude und Wohnsitz des jeweiligen Verwalters des Braunlager Forstreviers, der vom Jahr 1900 an die Dienstbezeichnung Forstmeister führte.
Seit 1963 ist es das Harz-Hotel Altes Forsthaus. Der Gastronom Heinz Kühne baute das Gebäude um und errichtete im eigentlichen alten Forstamtsgebäude Appartementwohnungen. In den Nebengelassen entstanden eine Gaststätte und eine Kegelbahn. Die Kegelbahn, 1963 vom Stadtdirektor als großer Gewinn für die Stadt Braunlage bezeichnet, wurde im Jahr 1990 wieder abgerissen, die Appartementwohnungen zu Gästezimmern umgebaut.
Seit 1958 steht das Haus unter Denkmalschutz. Es ist ein ortsgeschichtliches Denkmal, das einzige, das noch daran erinnert, dass Braunlage seine Entstehung dem Eisenhüttenwerk verdankt.